# Famille Nozdroviczky

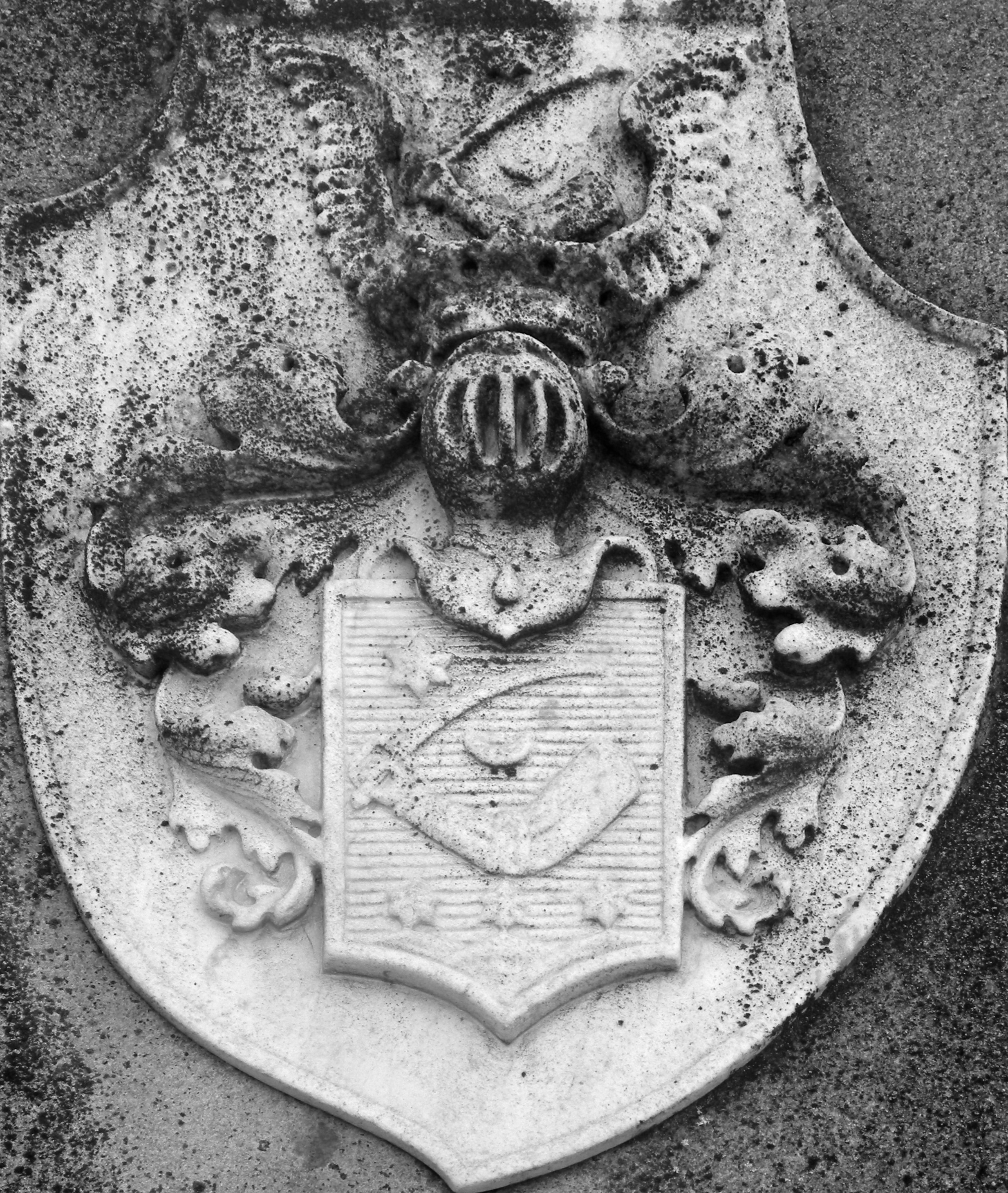
Blason de Ferenc Nozdroviczky (1828-1886), cimetière de Rajka.

Nozdroviczky de Nozdrovicz (en hongrois : nozdroviczi Nozdroviczky) est une ancienne famille de la noblesse hongroise.

## Origines
Elle est l'une des plus anciennes familles du comté de Trencsén, en haute-Hongrie. Son premier membre clairement identifié est un dénommé Péter Nozdroviczky, seigneur de Nozdrovicz, cité en 1250. On mentionne un don royal de terre sur Nozdrovicz dans la seconde moitié du XIVe siècle en faveur de Peter Nozdroviczky ; nouveau don sur Nozdrovicz et Kis-Sztankócz de la part du roi Vladislas II (1507) ; don de la part du roi Ferdinand I en faveur de Georg Nozdroviczky ; don sur Nozdrovicz de la part du roi Rudolf pour Ladislaus, Johann et Georg Nozdrovicky (1599).

## Membres notables
- Miklós II Nozdroviczky (fl. 1561) juge des nobles du comitat de Trencsén.
- Ferencz Nozdroviczky, juge de la ville de Pozsony au  XVIIe siècle.
- Ferenc Nozdroviczky (1666-1732), juge des nobles en chef (főszolgabíró) du comitat de Trencsén.
- András Nozdroviczky (fl. 1696), chanoine de Nyitra et curé de Dubnica.
- István Nozdroviczky (fl. 1719-1748), chanoine de Nyitra puis évêque de Cathar.
- Mátyás Nozdroviczky (1739-1784), Garde du corps royal (testőr), capitaine de hussard.
- Jónás II Nozdroviczky (fl. 1787), alispán du comté de Zala.
- Pál Nozdroviczky (XVIIIe siècle), colonel.
- Miklós IV Nozdroviczky (XVIIIe siècle), conseiller impérial et royal, procureur de Holics et Sásvár.
- Miklós V  Nozdroviczky († XIXe siècle), juge des nobles en chef du comté de Moson.
- Elek Nozdroviczky (1767-1827), auditeur (számvevő) du comitat de Trencsén.
- Ladislaus von Nozdroviczky, reçoit la dignité de chambellan comme ancien commissaire de district (1855).
- Gyula Nozdroviczky (1816-1883), alispán, procureur général du comitat de Trencsén, conseiller du roi, député (1848).
- Jenő Nozdroviczky (1880°), avocat et écrivain.
- István Nozdroviczky, 1er lieutenant (főhadnagy) de hussard de la Honvéd lors de la Révolution hongroise de 1848.

## Liens, sources
- Iván Nagy: Magyarország családai, Budapest, 1857
- József Szinnyei, Magyar írók élete és munkái, Budapest, 1890-1909
- Samu Borovszky: Magyarország vármegyéi és városai, Budapest, 1896–1914
- Béla Kempelen: Magyar nemes családok, vol. 8, Budapest, 1911-1932